# Dřevařská cesta

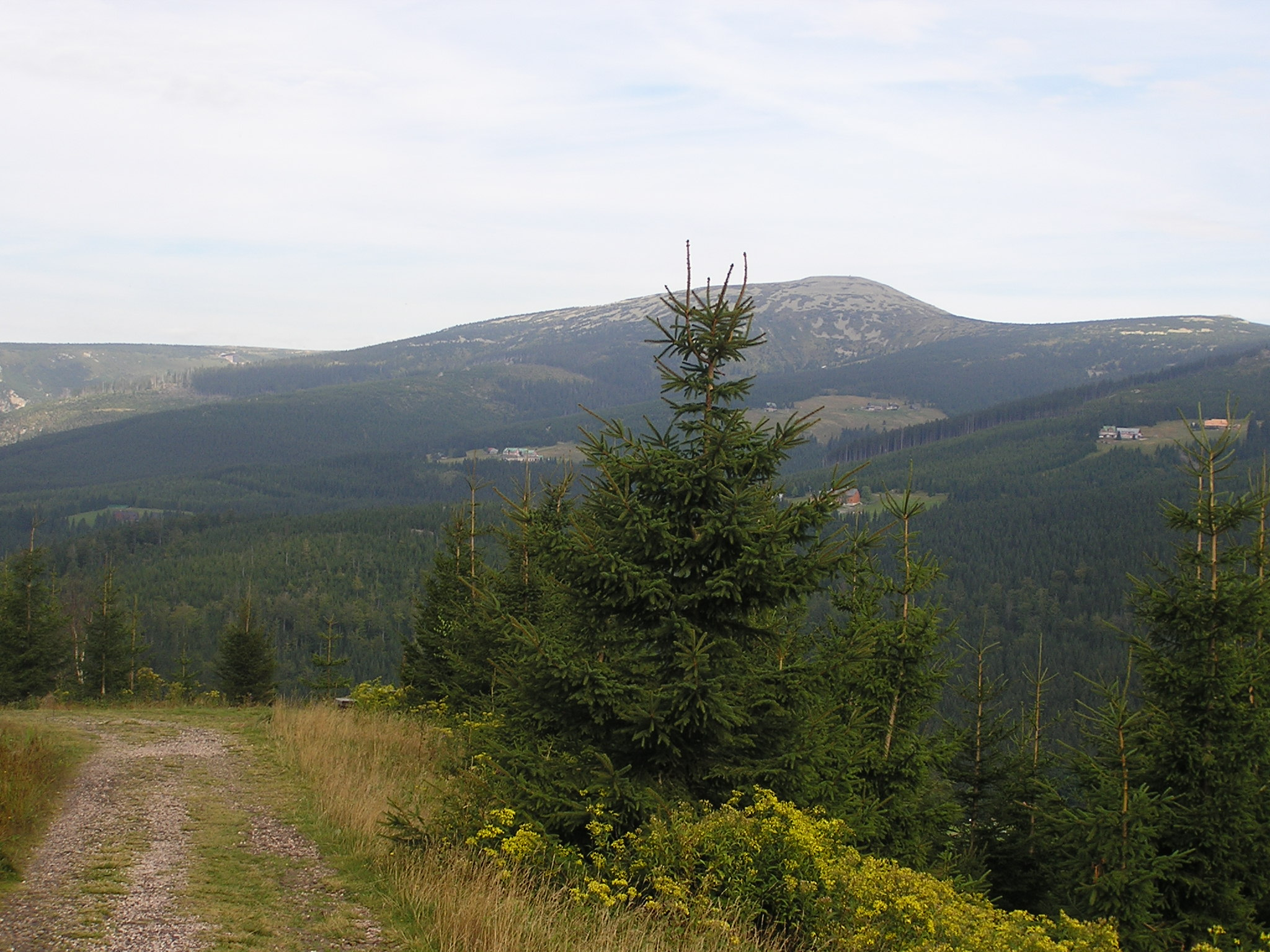
Dřevařská cesta a výhled z ní

Dřevařská cesta (německy Schneeschub Weg) je žlutě značená turistická magistrála v Krkonoších začínající ve Špindlerově Mlýně a končící u Boudy u Bílého Labe. Tam sice pokračuje žlutá značka dál, ale již pod názvem Hofmanka. Obě části mají v evidenci značených tras KČT číslo 7204. Vede po úbočí Kozích hřbetů. Měří asi 5,5 km. Výškový rozdíl mezi nejnižším a nejvyšším bodem je cca 350 m. Téměř po celé délce cesty vede cyklostezka K16. Na většině trasy je rozhled na panoramata Krkonoš. Z Dřevařské cesty je vidět např. na Labskou přehradu, Labskou boudu, Pančavský vodopád či na Špindlerovku.